# Fantasmi ad Hollywood
Fantasmi ad Hollywood è un  film del 1987, diretto da Roland Emmerich. È una commedia dell'orrore.

## Trama
Due giovani, Fred e Warren, sono beneficiari di una aspettata e ricca eredità da parte dell'avido nonno di Warren, morto anni prima. Potranno così realizzare il loro sogno di sbarcare ad Hollywood, la mecca del cinema?